# Зданкевич, Александр
Александр Зданкевич (20 августа 1985, Таллинн) — эстонский общественный деятель, депутат Таллиннского городского собрания от Центристской партии Эстонии.

## Политическая и общественная деятельность
С 2013 года депутат Таллиннского городского собрания и член районного собрания Ласнамяэ от Центристской партии Эстонии.   

## Академическая и преподавательская деятельность
- Лектор в Евроакадемии с 2014 - 2020 гг. (политология, международные организации и сравнительная политология).
- Преподаватель истории в Таллиннской Еврейской школе, с 2011- 2021 гг.
- Соавтор книги для детей: «Приключения незажженной свечи» (2021 г. Авторы: Йосеф Кац, Евгения и Александр Зданкевич)[6][7]
- Руководитель проекта издания брошюры: «Под грифом „Judenfrei“: Холокост на территории оккупированной нацистами Эстонии 1941—1944». (Еврейская община Эстонии,2009 г., 2011 г.)
- Научный проект: Экологическая безопасность в Балтийском регионе. 2011 г.

## Образование
В 2007 году с отличием окончил факультет международных отношений в Евроуниверситете, в 2009 получил степень магистра социальных наук в рамках программы «Европейские исследования». С 2010—2012 год — докторант Евроакадемии, программа «Политика защиты окружающей среды». Свободно владеет русским, эстонским и английским языками.